# Roger-Patrice Pelat
Roger-Patrice Pelat (* 31. Juli 1918 in Saint-Cloud; † 7. März 1989 in Neuilly-sur-Seine) war ein französischer Geschäftsmann und Vertrauter von François Mitterrand. Er wurde in der französischen Öffentlichkeit bekannt durch seine Rolle in politischen Skandalen der 1980er Jahre.

## Leben
Aus einfachen Verhältnissen stammend, trat er bei Renault früh ins Berufsleben ein und wurde Mitglied bei der kommunistischen Jugend. Als Mitglied der internationalen Brigaden nahm er am spanischen Bürgerkrieg teil. Im Zweiten Weltkrieg wurde er gefangen genommen. Im Gefangenenlager, einem so genannten Stalag, lernte er 1940 François Mitterrand kennen.
Beide versuchten dreimal, aus dem Lager auszubrechen. Schließlich schafften sie es beide bei unterschiedlichen Gelegenheiten. Wenig später trafen sie sich in der Résistance wieder, wo Pelat im Rang eines Colonel (Oberst) der zwei Stufen höhere Vorgesetzte von Mitterrand war.
Nach dem Krieg betätigte sich Pelat als Politiker und Geschäftsmann. Er wurde Bürgermeister von Boutigny-sur-Essonne und war 1971 bis 1982 Conseiller général des ehemaligen Wahlkreises Kanton La Ferté-Alais. Er betrieb Handelsgeschäfte mit Indien und China und gründete die heute zum Hutchinson-Konzern gehörende Firma Vibrachoc, einen Spezialbetrieb für Schwingungsdämpfer. 1982 verkaufte er diesen Betrieb an Alsthom – zum für ihn günstigen Zeitpunkt, da die Firma in den folgenden Jahren Verluste schrieb und an Wert verlor.
Am 20. Februar 1989 wurde Pelat wegen Insiderhandels anlässlich des Kaufs der American Can Company durch den französischen Pechiney-Konzern angeklagt. Sein Freund Mitterrand hatte sich zuvor von ihm distanziert: „Ich wünsche, dass dieses Delikt verfolgt wird. Ich bin empört darüber.“
Wenige Tage nach Eröffnung des Verfahrens, am 20. Februar 1989, erlitt Roger-Patrice Pelat eine Lungenembolie und wurde ins Hôpital américain de Neuilly (Amerikanisches Hospital von Neuilly) eingeliefert. Dort verstarb er am 7. März an einem Herzstillstand.
Alain Boublil, der Kabinettschef (directeur de cabinet) von Premierminister Pierre Bérégovoy, und der Geschäftsmann Max Théret, die gemeinsam mit Pelat in die Affäre verstrickt waren, wurden jeweils zu zwei Jahren Haft verurteilt.
Einige Jahre nach seinem Tod wurde eine weitere Verwicklung Pelats in einen öffentlichen Skandal bekannt. Pierre Bérégovoy hatte von ihm ein zinsloses Darlehen von einer Million Franc für den Kauf einer Eigentumswohnung im vornehmen 16. Arrondissement von Paris erhalten, das nur teilweise zurückgezahlt wurde. Im Februar 1993 deckte Le Canard enchaîné die Existenz dieses Darlehens auf. Die Affäre unterminierte die Glaubwürdigkeit der Kampagne der Sozialisten im darauf folgenden Wahlkampf. Es wird vermutet, dass diese Affäre und die anschließende Wahlniederlage der Anlass für Bérégovoys Suizid am 1. Mai 1993 waren.